# Saint Julian (Julian Cope)
Saint Julian è il terzo album di Julian Cope, prodotto dalla Island Records nel 1987.

## Tracce
Lato A
1. Trampolene
2. Shot Down
3. Eve's Volcano (Covered In Sin)
4. Spacehopper
5. Planet Ride

Lato B
1. World Shut Your Mouth
2. Saint Julian
3. Pulsar
4. Screaming Secrets
5. A Crack in the Clouds